# Gabbali Kaval, Arkalgud
Gabbali Kaval là một làng thuộc tehsil Arkalgud, huyện Hassan, bang Karnataka, Ấn Độ.